# Hans Jakob Christoph von Grimmelshausen

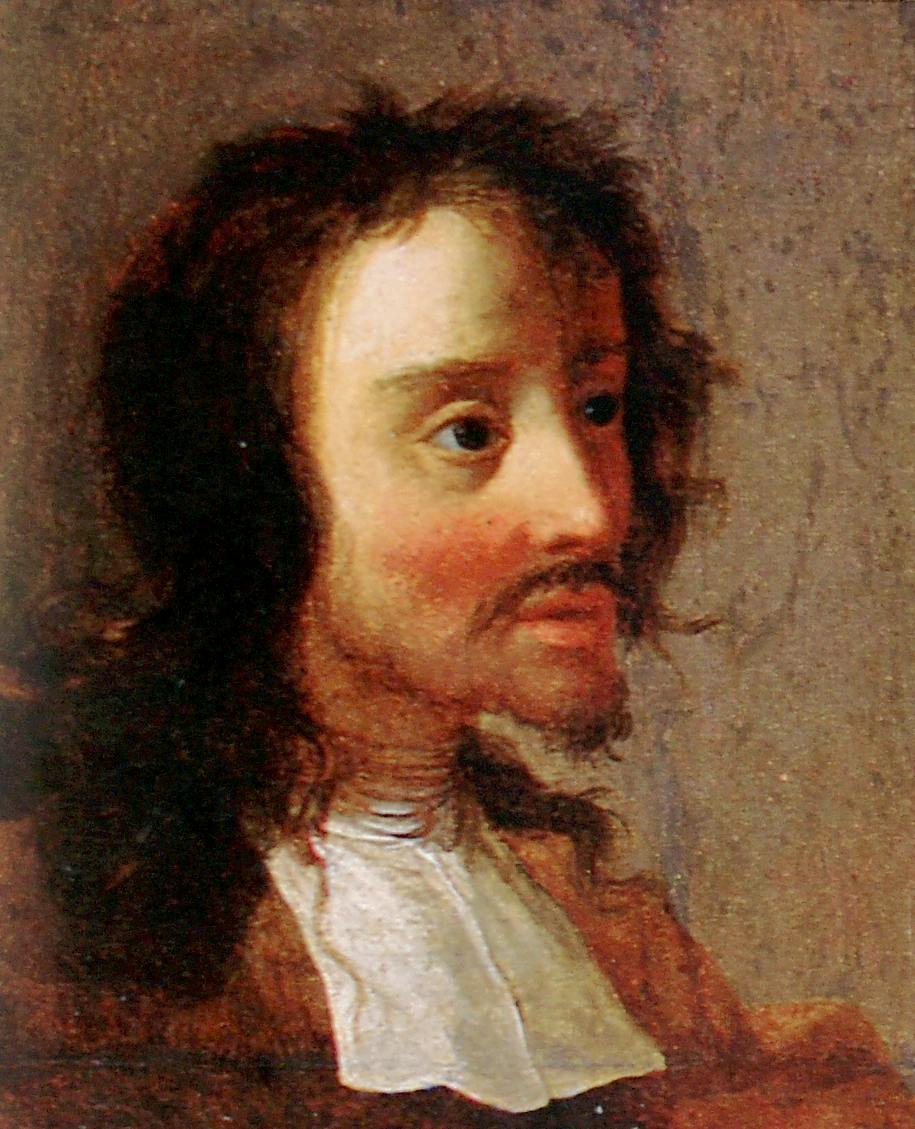
Grimmelshausen, pintura de 1641.

Hans Jakob Christoph von Grimmelshausen (Gelnhausen, 17 de agosto de 1621 - Renchen, 1676) fue un escritor alemán del Barroco.

## Biografía
A la edad de diez años fue raptado por la milicia de Hesse, viviendo así las aventuras de la vida militar en la Guerra de los Treinta Años; al final de su vida, se convirtió al catolicismo. Grimmelshausen estuvo al servicio de Franz Egon von Fürstenberg, obispo de Estrasburgo, y en 1665 fue hecho Schultheiss (magistrado) o burgomaestre de Renchen en Baden.

## Obra

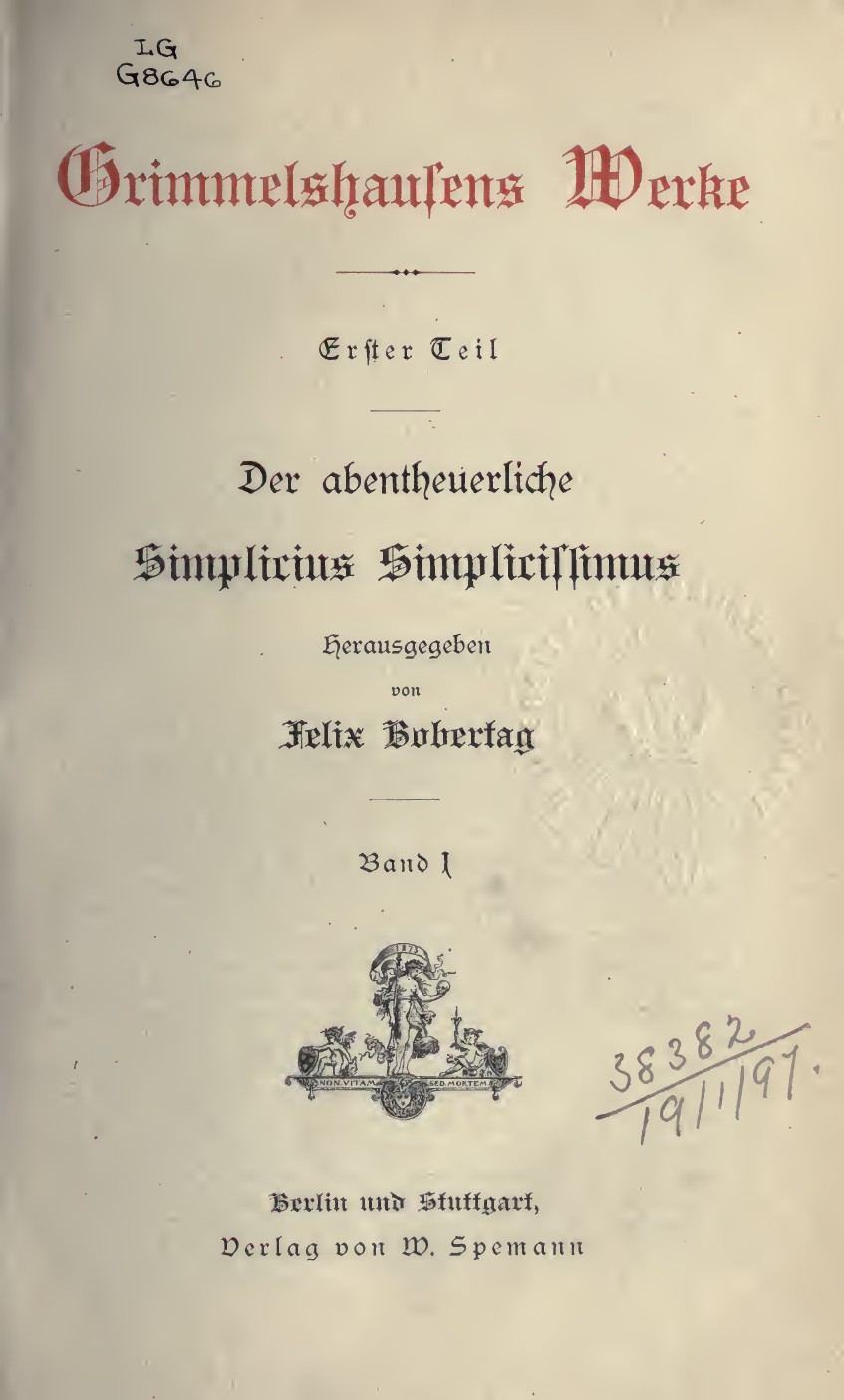
Abenteuerliche Simplicissimus. 1

Al conseguir este nombramiento, se dedicó a actividades literarias, publicando en 1668 Der abenteuerliche Simplicissimus Teutsch, d.h. die Beschreibung des Lebens eines seltsamen Vaganten, genannt Melchior Sternfels von Fuchsheim, la más importante novela alemana del siglo XVII en la que trata de las aventuras de un joven ingenuo que es soldado, bufón, ladrón, esclavo y ermitaño.. Para esta obra, tomó como modelo a las novelas picarescas españolas, en cierta medida ya conocidas en Alemania. El Simplicissimus es, en gran medida, la autobiografía de su autor; da comienzo con la infancia de su héroe, describiendo sus últimas aventuras entre escenas apasionantes de la Guerra de los Treinta Años. Los detalles rústicos con que son presentadas estas reseñas hacen del escrito uno de los más valiosos documentos de su época.
La obra constituye un retrato realista y satírico, pero también compasivo y sentimental, de las condiciones sociales, económicas y morales creadas por la devastación de la guerra y sentó las bases de la novela barroca alemana. Escribió también otra narración de este género, Landstörzerin Courasche, continuación del Simplicíssimus publicada poco después, en 1670, que ha sido vertida recientemente al español con el título La pícara Coraje. Se trata de una novela picaresca feminista que inspiró en el siglo XX Madre Coraje y sus hijos (1938) de Bertolt Brecht y El encuentro en Telgte de Günter Grass (1979).
Entre sus demás obras, las más importantes son las llamadas Simplicianische Schriften:
- Die Ertzbetrügerin and Landstörtzerin Courasche (1669).
- Der seitsame Springinsfeld (1670).
- Das wunderbarliche Vogelnest (1672).

Sus sátiras, como Der teutsche Michel (1670) y novelas como Dietwald und Amelinde (1670), son de interés secundario. Grimmelshausen murió en Renchen el 17 de agosto de 1676, donde se erigió un monumento en su honor en 1779.
Grimmelshausen escribió diez libros: los seis del Simplicius, de los cuales solamente se han traducido al español cinco, y un séptimo, que como los siguientes llamó "simpliciada", Truz-Simplex, y que viene a ser como los restantes una continuación del ciclo con otro personaje, la pícara Coraje; tras este vinieron el Springinsfeld ("Saltamontes"), sobre un personaje que aparece en el libro anterior, y los dos de Wunderbares Vogelnest ("Milagroso nido de pájaros").
El aventurero Simplicíssimus empieza narrando la educación como huérfano del héroe, educado por un aldeano casi como un animal de granja más. Cuando uno de los múltiples regimientos que asolaban la Europa central durante la Guerra de los Treinta Años llega a la aldea, lo encuentran sin nombre y casi desnudo, cándido hasta lo inverosímil. Los mercenarios saquean metódicamente la aldea y Simplicissimus, huyendo de ellos, topa en un bosque cercano con un ermitaño que le dará, al fin, un nombre y los primeros rudimentos de una educación. Esa es la salida al mundo de Simplicius, si bien todavía no le ha llegado lo peor: muerto el ermitaño, vaga por caminos y aldeas hasta que es hecho prisionero y su inocencia sirve de diversión a sus captores, quienes lo utilizan como bufón; este atraviesa por toda suerte de situaciones límite que lo harán librarse de su torpeza y convertirse en un depredador tan salvaje como sus captores o incluso más. La obra está constituida, pues, por una sucesión de estampas de la Europa devastada de aquella época, en la que nobles y ejércitos cambiaban de bando continuamente y el pillaje, el engaño y la brutalidad eran moneda de curso común, y donde un avispado, fullero, vago y mentiroso podía medrar sin problemas.
La pícara Coraje narra la historia de una joven natural de Bohemia, cuya educación a manos de un ama es interrumpida y quedará marcada profundamente por los comienzos de la Guerra de los Treinta Años. La heroína, cuyo nombre de pila, Libussa, alude al de la legendaria fundadora de Praga, sobrevive el primer embate porque se asimila a la figura de un adolescente varón, pero aun cuando su destreza y fuerza física la califican entre los soldados, en cierto momento se hace notar su condición de hembra y vuelve a su estado femenino. Sin abandonar su profesión soldadesca, que constituye una buena fuente de ingresos, intenta en adelante encontrar un lugar en la sociedad mediante sucesivos casamientos hasta un total de siete, porque estos suelen morir en la guerra y no pasan cada uno de un año. Por ello se gana la vida como vivandera y vendedora ambulante de las tropas; pero como esto funciona solamente mientras se puede valer de un compañero varón que aparente ser su señor, le sirve Springinsfeld durante cinco años; pero el negocio se deteriora y se separa de su aparente marido y servidor «schermo», y debe ganar su subsistencia trabajando ocasionalmente como prostituta mientras no encuentre marido que la proteja. Cuando narra su historia a un escriba, Philander von Sittenwald ("Filander de la floresta de modales"), se ha convertido en la carismática jefa de una tribu de gitanos, porque su último marido fue patriarca de esta tribu. En esta condición recapitula su vida, narrando sus años de moza, sus siete matrimonios, sus experiencias como ocasional víctima de los apetitos de los hombres y como cumplidora de sus propias ansias sexuales.
Grimmelshausen critica toda instrumentalización de un semejante y demuestra ser al cabo un moralista. Frente a Simplicius, que justifica y distorsiona hechos en aras de constituirse en ejemplo moral, Coraje se constituye como narradora confiable: no solapa sus propias falencias, sino que las discute y así las convierte en materia de ponderación para el lector. Su razón como narradora, leemos, no es mostrarnos cómo ha sido burlada por Simplicius, sino desenmascarar:
La intención de todos los hombres de callar su existencia, de no permitirle que hable, de considerarla como algo secundario que no se nombra siquiera [el nombre de «Coraje» no aparece, en efecto, en el Simplicíssimus] para no tener que tomarla en serio y poderla considerar una seductora, para callar la debilidad moral propia